# Lirularia
Lirularia (лат.) — род морских брюхоногих моллюсков семейства трохиды.
Раковина коническая, перламутровая, без щели. Роговая крышечка круглая. Органами осязания являются щупальцевидные придатки, расположенные на эпиподии. Правая первичная жабра редуцирована, имеется два предсердия, почки парные. Встречаются в Тихом океане. Донные моллюски. Питаются диатомовыми и нитчатыми водорослями, детритом. Раздельнополые, оплодотворение внутреннее. Они безвредны для человека, их охранный статус не определён, объектами промысла не являются.

## Классификация
По данным World Register of Marine Species, на декабрь 2024 года род включает 15 видов:
- Lirularia acuticostata (P. P. Carpenter, 1864)
- Lirularia antoniae Rubio & Rolán, 1997
- Lirularia bicostata J. H. McLean, 1964
- Lirularia canaliculata (E. A. Smith, 1872)
- Lirularia dereimsi (Dollfus, 1911)
- Lirularia discors J. H. McLean, 1984
- Lirularia iridescens (Schrenck, 1863)
- Lirularia lirulata (P. P. Carpenter, 1864)
- Lirularia monodi (Fischer-Piette & Nicklès, 1946)
- Lirularia optabilis (P. P. Carpenter, 1864)
- Lirularia parcipicta (P. P. Carpenter, 1864)
- Lirularia pygmaea (Yokoyama, 1922)
- Lirularia redimita (A. Gould, 1861)
- Lirularia succincta (P. P. Carpenter, 1864)
- Lirularia yamadana (E. A. Smith, 1875)